# Amelia Campbell (Leichtathletin)
Amelia Campbell (* 24. Januar 1994 in Ohio als Amelia Strickler) ist eine britisch-US-amerikanische Leichtathletin, die sich auf das Kugelstoßen spezialisiert hat.

## Sportliche Laufbahn
Erste Erfahrungen bei internationalen Wettkämpfen sammelte Amelia Campbell im Jahr 2017, als sie für Großbritannien startend an der Sommer-Universiade in Taipeh teilnahm und dort mit einer Weite von 17,13 m den sechsten Platz belegte. Im Jahr darauf erreichte sie bei den Commonwealth Games im australischen Gold Coast mit 16,78 m Rang neun belegte und bei den Europameisterschaften in Berlin mit 17,15 m den zehnten Platz. 2019 schied sie bei den Halleneuropameisterschaften in Glasgow mit 16,81 m in der Qualifikation aus und auch bei den Leichtathletik-Halleneuropameisterschaften 2021 in Toruń reichten 17,12 m nicht für einen Finaleinzug. 2022 startete sie bei den Hallenweltmeisterschaften in Belgrad und gelangte dort mit 16,86 m auf Rang 13. Im Juli schied sie bei den Weltmeisterschaften in Eugene mit 17,40 m in der Qualifikationsrunde aus und anschließend gelangte sie bei den Commonwealth Games in Birmingham mit 17,18 m auf Rang sechs. Daraufhin verpasste sie bei den Europameisterschaften in München mit 17,20 m den Finaleinzug und 2024 erreichte sie bei den Hallenweltmeisterschaften in Glasgow mit 17,21 m Rang 13.
In den Jahren 2018 und 2023 wurde Campbell britische Meisterin im Kugelstoßen im Freien sowie 2020 und 2024 in der Halle.